# Lê Văn Hưu
Lê Văn Hưu (chữ Hán: 黎文休;1230-1322) là một nhà sử học đời nhà Trần, tác giả bộ Đại Việt sử ký, bộ quốc sử đầu tiên của Việt Nam. Bộ sách này không còn nhưng nhờ nó mà sử gia Ngô Sĩ Liên đã dựa vào để soạn bộ Đại Việt sử ký toàn thư. Ông được cho là Bảng nhãn đầu tiên của Đại Việt, đỗ khi 17 tuổi, cùng khoa thi với trạng nguyên Nguyễn Hiền và thám hoa Đặng Ma La.

## Tiểu sử
Lê Văn Hưu là người làng Phủ Lý (tên nôm là Kẻ Rị), huyện Đông Sơn, tỉnh Thanh Hóa, nay thuộc xã Thiệu Trung, huyện Thiệu Hóa, tỉnh Thanh Hóa.
Một giai thoại về Lê Văn Hưu thuở bé:
Một hôm đi ngang qua lò rèn, thấy người ta đang làm những cái dùi sắt, Lê Văn Hưu muốn xin một cái để làm dùi đóng sách. Người thợ rèn thấy vậy, bèn ra một vế đối:
- Than trong lò, sắt trong lò, lửa trong lò, thổi phì phò đúc nên dùi sắt.
Lê Văn Hưu liền đối:
- Nghiên ở túi, bút ở túi, giấy ở túi, viết lúi húi giành lấy khôi nguyên.

## Sự nghiệp
Năm Đinh Mùi (1247), niên hiệu Thiên Ứng Chính Bình đời vua Trần Thái Tông; Lê Văn Hưu đi thi, đỗ Bảng nhãn khi mới 17 tuổi. Đây là khoa thi đầu tiên ở Việt Nam có đặt danh hiệu Tam khôi. Nguyễn Hiền 13 tuổi đỗ Trạng nguyên. Đặng Ma La 14 tuổi đỗ Thám hoa.
Sau khi thi đỗ, ông được giữ chức Kiểm pháp quan, rồi Binh bộ Thượng thư, sau đó được phong chức Hàn lâm học sĩ kiêm Giám tu quốc sử. Ông cũng là thầy học của Thừa tướng Trần Quang Khải.

### Biên soạn sách Đại Việt sử ký
Trong thời gian làm việc ở Quốc sử viện, theo lệnh vua Trần Thái Tông, Hàn lâm viện học sĩ kiêm Quốc sử viện giám tu Lê Văn Hưu đã hoàn thành việc biên soạn Đại Việt sử (大 越 史) - bộ quốc sử đầu tiên của Việt Nam - ghi lại những sự việc quan trọng chủ yếu trong một thời gian lịch sử dài gần 15 thế kỷ, từ Triệu Vũ đế - tức Triệu Đà - cho tới Lý Chiêu Hoàng. Đại Việt sử ký, tất cả gồm 30 quyển, hoàn thành năm 1272 và được Trần Thánh Tông xuống chiếu ban khen.
Theo sử gia Trần Trọng Kim trong tác phẩm Việt Nam sử lược, bộ Đại Việt sử hay Đại Việt sử ký là bộ quốc sử đầu tiên của Việt Nam. Sau khi xâm lược Đại Ngu, nhà Minh đã đưa sách của nước Nam về Trung Quốc, trong đó có 30 quyển Đại Việt sử ký, những sách ấy đã thất lạc.
Trần Trọng Kim viếtː Hai trăm năm mươi năm sau, sử quan Ngô Sĩ Liên, đời vua Lê Thánh Tông, soạn lại bộ Đại Việt sử ký chép từ họ Hồng Bàng đến vua Lê Thái Tổ. Nghĩa là từ ông Ngô Sĩ Liên, ở về thập ngũ thế kỷ trở đi, thì sử ta mới chép truyện về đời thượng cổ.
Đến nay bộ Đại Việt sử ký của Lê Văn Hưu không còn, nhưng những lời nhận xét của ông vẫn được ghi lại trong bộ Đại Việt sử ký toàn thư, gồm 29 đoạn ghi: "Lê Văn Hưu viết...". Trong bài tựa Đại Việt sử ký ngoại kỉ toàn thư, Ngô Sĩ Liên viết: "Văn Hưu là người chép sử giỏi đời Trần, Phu Tiên là bậc cổ lão của thánh triều ta, đều vâng chiếu biên soạn lịch sử nước nhà, tìm khắp các tài liệu còn sót lại, tập hợp thành sách để cho người xem đời sau không có gì phải tiếc nữa, thế là được rồi."

## Qua đời
Lê Văn Hưu mất ngày 23 tháng 3 (âm lịch) năm Nhâm Tuất (tức 9 tháng 4 năm 1322), thọ 92 tuổi. Ông được an táng ở cánh đồng xứ Mả Giòm (ngôi mộ tọa Quý hướng Đinh), thuộc địa phận xã Thiệu Trung, huyện Thiệu Hóa, tỉnh Thanh Hóa. Hiện nay ở đó vẫn còn phần mộ với tấm bia dựng năm Tự Đức thứ 20 - 1867, khắc ghi tiểu sử và một bài minh ca tụng tài đức, sự nghiệp của ông. 

## Tưởng niệm
Ở xã Thiệu Trung, huyện Thiệu Hóa, Thanh Hóa, có Đền thờ Lê Văn Hưu. Ở Hà Nội, Thành phố Hồ Chí Minh và nhiều tỉnh thành khác trên cả nước có đường và trường học đặt theo tên ông.
Năm 2022, kỷ niệm 700 năm ngày mất của Lê Văn Hưu, Bưu chính Việt Nam phát hành 01 mẫu tem có hình ảnh ông cùng tác phẩm Đại Việt Sử Ký.

## Nhận định
| “                                                                     | Văn Hưu là người chép sử giỏi đời Trần, Phu Tiên là bậc cổ lão của thánh triều ta, đều vâng chiếu biên soạn lịch sử nước nhà, tìm khắp các tài liệu còn sót lại, tập hợp thành sách để cho người xem đời sau không có gì phải tiếc nữa, thế là được rồi | ” |
| — Lời của sử quan Ngô Sĩ Liên viết trong sách Đại Việt sử ký toàn thư | |   |

| “                         | Lê Văn Hưu vừa có tài, vừa có hạnh, làm thầy Chiêu-Minh-Vương, đổi làm Kiểm-Pháp-Quan, sửa sách Việt chí | ” |
| — An Nam chí lược, Lê Tắc | |   |